# Ronny Turiaf
Ronny Turiaf (Le Robert, 13 de janeiro de 1983) é um ex-jogador profissional de basquetebol francês, campeão na NBA pelo Miami Heat.

## Carreira
Turiaf cresceu em Martinica, em seguida cursou o ensino médio em Paris e na Universidade Gonzaga, nos Estados Unidos. Na Gonzaga, Turiaf jogou para o time de basquete Bulldogs e foi o principal artilheiro da Conferência Costa Oeste em seu último ano. Depois de se formar , Turiaf entrou no Draft da NBA de 2005 e foi escolhido pelo Los Angeles Lakers, onde jogaria até 2008. 
Ele já jogou para o Golden State Warriors, New York Knicks, Washington Wizards, Miami Heat e os Clippers.